# باويبلا دي سانشو بيريز
بلدية باويبلا دي سانشو بيريز (بالإسبانية: Puebla de Sancho Pérez)‏, هي إحدى بلديات مقاطعة بطليوس, التي تقع في منطقة إكستريمادورا, والتي تقع في غرب إسبانيا.
يبلغ عدد سكانها 2.891 نسمة وفقاً لإحصائية سنة (2002).